# Troparëvo

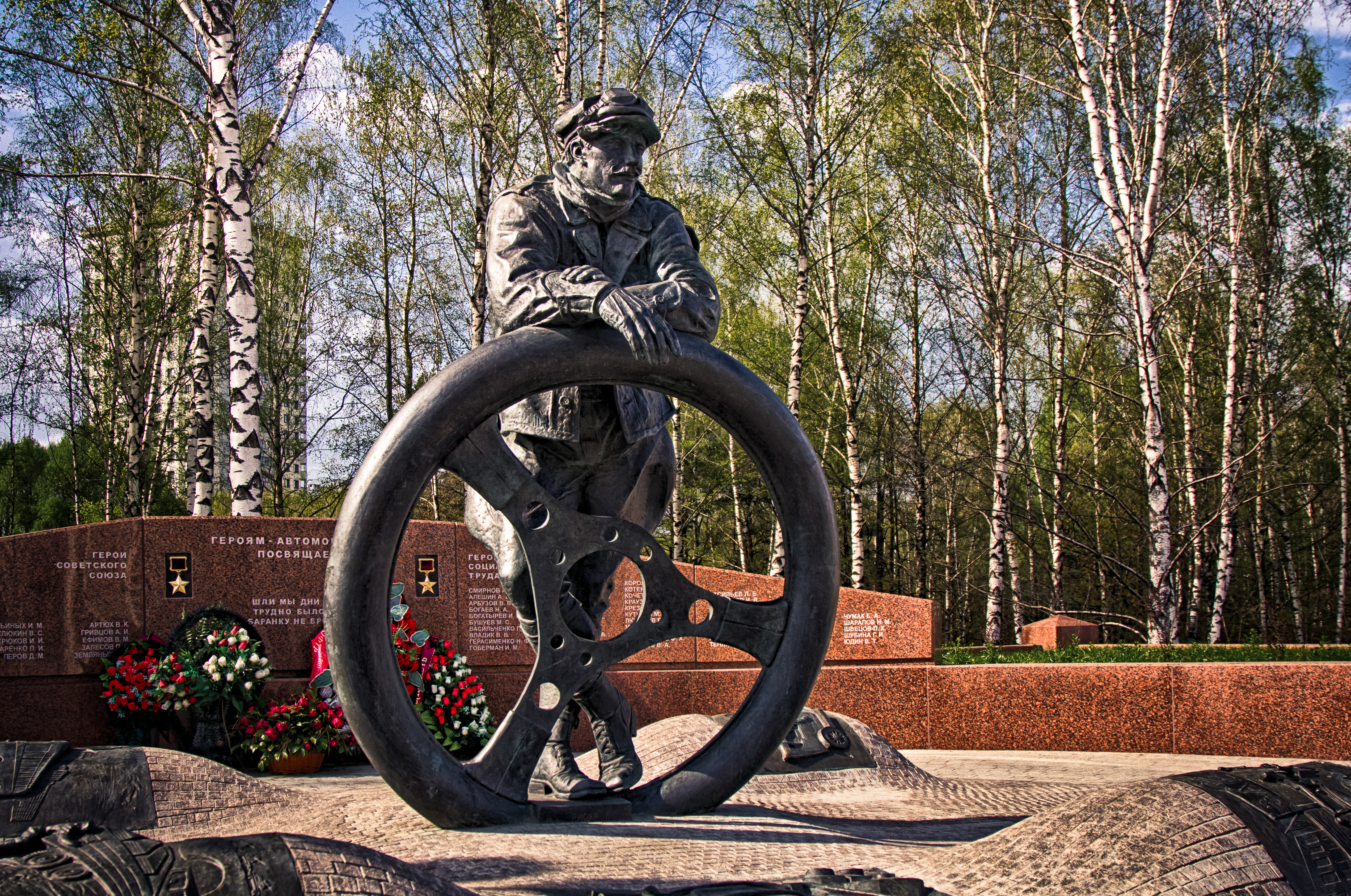
Monumento al meccanico-eroe, in Lenina Avenue, vicino alla stazione metro

Troparëvo (in russo Тропарёво?), è il capolinea sud-occidentale della Linea Sokol'ničeskaja, la linea 1 della Metropolitana di Mosca. È stata inaugurata l'8 dicembre 2014 ed è la prima stazione posta dopo Jugo-Zapadnaja, ex capolinea.
Troparëvo prende il nome dal piccolo quartiere omonimo, che a sua volta prende il nome dal villaggio che sorgeva prima dell'espansione di Mosca. La stazione si trova nella parte sud-occidentale della capitale russa, all'incrocio tra viale Leninskij e via Ruzskaja, al confine tra i quartieri di Tëplyj Stan e Troparëvo-Nikulino.